# Temelucha japonica
Temelucha japonica är en stekelart som beskrevs av William Harris Ashmead 1906. Temelucha japonica ingår i släktet Temelucha och familjen brokparasitsteklar. Inga underarter finns listade i Catalogue of Life.